# Liste des députés européens de Lettonie de la 6e législature

Liste des députés européens lettons au Parlement européen pour la législature 2004-2009, élus lors des élections européennes de 2004 en Lettonie :
| Nom                | Parti                                             | Groupe parlementaire européen |
| ------------------ | ------------------------------------------------- | ----------------------------- |
| Georgs Andrejevs   | Voie lettonne                                     | ADLE                          |
| Valdis Dombrovskis | Nouvelle Ère                                      | PPE-DE                        |
| Guntars Krasts     | Pour la patrie et la liberté                      | UEN                           |
| Ģirts Kristovskis  | Pour la patrie et la liberté                      | UEN                           |
| Aldis Kušķis       | Nouvelle Ère                                      | PPE-DE                        |
| Rihards Pīks       | Parti populaire                                   | PPE-DE                        |
| Inese Vaidere      | Pour la patrie et la liberté                      | UEN                           |
| Tatjana Ždanoka    | Pour les droits de l'homme dans une Lettonie unie | Verts/ALE                     |
| Roberts Zīle       | Pour la patrie et la liberté                      | UEN                           |